# Fosco Giannini
Fosco Giannini (Sant'Agata Feltria, 24 aprile 1952) è un politico e giornalista italiano.

## Biografia
Fosco Giannini ha sempre lavorato nella sanità pubblica, con periodi presso la Clinica medica dell’Università di Ancona e più lunghi periodi nei reparti di radiologia del pronto soccorso, di radiologia ossea, neuroradiologia e angioplastica di ospedali di Ancona e provincia. 
Iscritto al Partito Comunista Italiano di Castelfidardo sin dagli anni settanta, Fosco Giannini si batte, in un’area interna di grande minoranza, contro i processi di “socialdemocratizzazione” che attraversano il Partito e dai primi anni ottanta fa parte di quell’area nazionale del PCI che si organizza attorno alla rivista “Interstampa” (della cui redazione Giannini è tra i più giovani membri), area politica e rivista guidate da dirigenti di spicco dell’ala leninista del PCI che già dalla fine degli anni cinquanta erano legati a Pietro Secchia, come Alessandro Vaia, Arnaldo Bera, Giuseppe Sacchi, Sergio Ricaldone e da intellettuali come Enzo Santarelli, Ludovico Geymonat e Ambrogio Donini. Nella seconda metà degli anni ’80 è segretario regionale del Centro Culturale “Antonio Pesenti” delle Marche, il quale avrebbe poi largamente contribuito alla costituzione di Rifondazione Comunista nelle Marche.
Militanza comunista e “vocazione” alla letteratura segnano già da allora il cammino di Giannini, che a poco più di vent’anni pubblica quattro raccolte poetiche (S’agapò, Lo strano Lazzaro, Metope e Borea). La raccolta Lo strano Lazzaro, tra l’altro, verrà positivamente recensita dal poeta Franco Scataglini. 
Dopo la battaglia politica contro lo scioglimento del PCI e contro l’area “occhettiana” di maggioranza del Partito, Giannini è tra i giovani fondatori nazionali del Movimento per la Rifondazione Comunista, poi Partito della Rifondazione Comunista, per il quale sarà segretario della Federazione provinciale di Ancona, membro del Comitato centrale e della Direzione nazionale. 
Come responsabile per i rapporti con l’Europa, all’interno del Dipartimento Esteri del PRC, Giannini collabora per diversi anni con i più importanti quotidiani comunisti europei e con riviste politico-teoriche comuniste, pacifiste e di sinistra di tutta Europa. Scrive, tra l’altro, su Rizospastis, il giornale del Partito Comunista di Grecia (KKE), su Neues Deutschland, il giornale del Partito del Socialismo Democratico tedesco (PDS), su Transfrontaliero, il giornale del Partito Svizzero del Lavoro, su A Szabadság, del Partito Comunista Operaio Ungherese, su Avant (l’organo politico del Partito dei Comunisti di Catalogna), su Avante! (il settimanale del Partito Comunista Portoghese), su Mundo Obrero (l’organo del Partito Comunista di Spagna) e, in Italia, è stato membro delle redazioni di Marxismo Oggi, Liberazione, Comunisti Oggi, collaboratore de il manifesto, La Rinascita della sinistra, Il Calendario del Popolo e di altre riviste di sinistra italiane. 
Lavora a Parigi con Correspondances Internationales, una rivista con sede nella capitale francese e collaborazioni di dirigenti e intellettuali comunisti e antimperialisti di ogni continente, tradotta in diverse lingue e inviata in diverse aree del mondo. Direttore per circa dodici anni della rivista internazionale e internazionalista L'Ernesto, Giannini è anche, per alcuni anni, direttore del mensile NuovAncona. Nel 2006, candidato in Calabria, viene eletto al Senato della Repubblica, dove svolge il ruolo di capogruppo in Commissione Difesa. 
Come senatore si distingue per le molte lotte a fianco delle lavoratrici e dei lavoratori calabresi e contro la 'ndrangheta, specie quella infiltrata tra le piccole fabbriche e aziende; si distingue per la dura battaglia (condotta da solo, in Senato, e vinta) per ottenere finanziamenti, all’inizio negati, per la gravissima alluvione del 2006 a Vibo Valentia; per la battaglia contro le spese militari; contro lo “scudo stellare” USA in Europa; contro la guerra imperialista in Afghanistan; per l’impegno contro le politiche di tagli alle pensioni; per la costruzione (lavoro condotto assieme alla senatrice Lidia Menapace) di un sindacato democratico e di sinistra per i soldati, i marinai, i carabinieri, gli agenti di polizia e della finanza; per il famoso intervento in Aula in difesa della Rivoluzione d’Ottobre, per il quale subisce minacce da parte delle forze leghiste e fasciste. Non viene candidato alle elezioni politiche del 2008.
Entrato nel Partito dei Comunisti Italiani nel 2011, ne è segretario regionale delle Marche. 
Dal 2013 al 2015 è membro della segreteria nazionale del PdCI, di cui è responsabile del Lavoro di Massa. Tra i maggiori protagonisti nazionali del progetto politico dell’“unità dei comunisti” in un solo partito e dell’unità d’azione delle forze della sinistra italiana, Giannini è tra i fondatori nazionali, nel 2016, dell’odierno Partito Comunista Italiano (PCI), di cui fa parte sin dall’inizio della segreteria nazionale con l’incarico di responsabile del Dipartimento Esteri. In questa veste, dal 2016 sino al 2019 ha, tra l’altro, organizzato e diretto circa 60 iniziative di lotta, presidii, manifestazioni e convegni contro le basi NATO e statunitensi in Italia. Nel 2013 pubblica un libro di questioni politiche e teoriche (Da una parte della barricata, edito da “affinità elettive”). 
Nel 2017 e nel 2018 pubblica due raccolte di poesie (Poesie in forma di popolo e Inguria, entrambe pubblicate da “La Città del Sole”) da cui sono stati tratti dei fortunati recital teatrali. Nel gennaio 2019 è uscito un libro da lui curato e concluso (La Cina della Nuova Era. Viaggio nel 19º Congresso del Partito Comunista Cinese), anch’esso edito da “La Città del Sole”. Il lavoro a cui ora Fosco Giannini si sta dedicando è la pubblicazione di un saggio sulla moderna forma-partito comunista scritto da Álvaro Cunhal (già Segretario del Partito Comunista Portoghese), inedito in Italia. Dal 2020 è direttore della rivista comunista e internazionalista on line Cumpanis.